# Gauliga Sachsen
Die Gauliga Sachsen war eine von 16 obersten Fußballligen, die nach der NS-Machtübernahme 1933 in Deutschland gegründet wurden. In ihr wurde der sächsische Teilnehmer an der Endrunde zur Deutschen Meisterschaft ermittelt.

## Geschichte

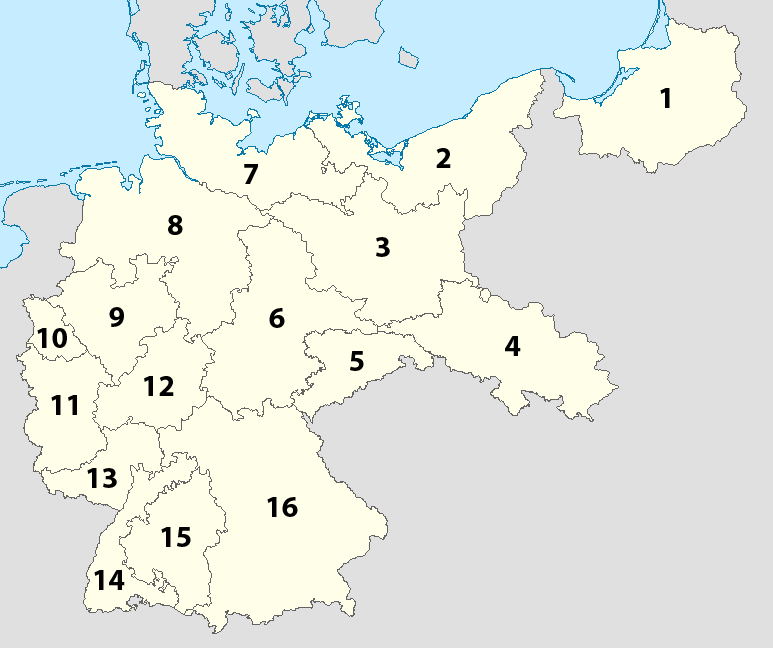
Die Gau-Einteilung 1933,
Nr. 5 = Sachsen

Die Gauliga Sachsen startete 1933 in ihrer Auftaktsaison mit elf Mannschaften, spielte bis 1939 aber konstant mit zehn Vereinen. In der Spielzeit 1939/40 wurde die Liga kurzzeitig auf zwei Staffeln aufgestockt. In der Folgesaison wurde die Gauliga wieder eingleisig bestritten, die Teilnehmerzahl pendelte dabei bis 1944 zwischen zehn und zwölf.
Auf sportlicher Ebene wurde die Liga in der Zeit ihres Bestehens klar vom Dresdner SC bestimmt, welcher insgesamt sechs Meisterschaften holte. In den damit verbundenen Teilnahmen an den deutschen Meisterschaften errang der sächsische Vertreter in den Spielzeiten 1942/43 und 1943/44 zweimal die Victoria. Rivale VfB Leipzig konnte in den Gaumeisterschaften nicht mehr an frühere Erfolge anknüpfen und blieb bis 1944 ohne Titel. Die Dominanz des DSC wurde lediglich vom Polizei-SV Chemnitz, BC Hartha sowie dem Planitzer SC unterbrochen.
In der Spielzeit 1944/45 wurde die sächsische Gauliga nur noch regional ausgespielt. Dabei wurde die Liga in die Gruppen Dresden, Leipzig, Chemnitz und Westsachsen-Zwickau aufgeteilt. Der Spielbetrieb kam jedoch durch die Kriegswirren nach wenigen Spieltagen zum Erliegen.
Der Unterbau der Gauliga Sachsen bildeten die vier zweitklassigen Bezirksklassen Chemnitz, Dresden, Leipzig und Zwickau, deren Sieger in einer Aufstiegsrunde die jeweiligen zwei Aufsteiger zur Gauliga ausspielten.

## Gaumeister 1934–1944
| Saison  | Gaumeister Sachsen        | Abschneiden deutsche Meisterschaft | Deutscher Meister         |
| ------- | ------------------------- | ---------------------------------- | ------------------------- |
| 1933/34 | Dresdner SC               | Gruppenzweiter Gruppe D            | FC Schalke 04             |
| 1934/35 | Polizei SV Chemnitz       | Halbfinale                         | FC Schalke 04             |
| 1935/36 | Polizei SV Chemnitz       | Gruppenzweiter Gruppe A            | 1. FC Nürnberg            |
| 1936/37 | BC Hartha                 | Gruppenzweiter Gruppe A            | FC Schalke 04             |
| 1937/38 | BC Hartha                 | Gruppenzweiter Gruppe C            | Hannover 96               |
| 1938/39 | Dresdner SC               | Halbfinale                         | FC Schalke 04             |
| 1939/40 | Dresdner SC               | Finale                             | FC Schalke 04             |
| 1940/41 | Dresdner SC               | Dritter                            | SK Rapid Wien             |
| 1941/42 | Planitzer SC              | Viertelfinale                      | FC Schalke 04             |
| 1942/43 | Dresdner SC               | Meister                            | Dresdner SC               |
| 1943/44 | Dresdner SC               | Meister                            | Dresdner SC               |
| 1944/45 | kriegsbedingt abgebrochen | kriegsbedingt abgebrochen          | kriegsbedingt abgebrochen |

## Rekordmeister
Rekordmeister der Gauliga Sachsen ist der Dresdner SC, welcher die Gaumeisterschaft sechsmal gewinnen konnte.
|  | Verein              | Titel | Jahr                               |
|  | ------------------- | ----- | ---------------------------------- |
|  | Dresdner SC         | 6     | 1934, 1939, 1940, 1941, 1943, 1944 |
|  | Polizei SV Chemnitz | 2     | 1935, 1936                         |
|  | BC Hartha           | 2     | 1937, 1938                         |
|  | Planitzer SC        | 1     | 1942                               |

## Ewige Tabelle
Berücksichtigt sind alle Spielzeiten der Gauliga Sachsen zwischen den Spielzeiten 1933/34 und 1943/44. Die abgebrochene Spielzeit 1944/45 wurde nicht berücksichtigt.
| Pl. | Verein                      | Jahre | Sp. | S   | U  | N  | T+  | T-  | Diff. | Punkte  | Ø-Pkt. | Titel | Spielzeiten nach Kalenderjahren |
| --- | --------------------------- | ----- | --- | --- | -- | -- | --- | --- | ----- | ------- | ------ | ----- | ------------------------------- |
| 1.  | Dresdner SC                 | 11    | 198 | 145 | 23 | 30 | 772 | 226 | +546  | 313:83  | 1,58   | 6     | 1933–44                         |
| 2.  | Polizei SV Chemnitz A       | 10    | 178 | 104 | 19 | 55 | 586 | 388 | +198  | 227:129 | 1,28   | 2     | 1933–43                         |
| 3.  | Planitzer SC                | 11    | 198 | 95  | 31 | 72 | 544 | 402 | +142  | 221:175 | 1,12   | 1     | 1933–44                         |
| 4.  | VfB Leipzig                 | 11    | 196 | 92  | 25 | 79 | 479 | 413 | +66   | 209:183 | 1,07   | –     | 1933–44                         |
| 5.  | SV Fortuna Leipzig          | 10    | 176 | 78  | 29 | 69 | 403 | 422 | −19   | 185:167 | 1,05   | –     | 1934–44                         |
| 6.  | BC Hartha                   | 8     | 140 | 71  | 21 | 48 | 375 | 307 | +68   | 163:117 | 1,16   | 2     | 1935–41, 1942–44                |
| 7.  | Chemnitzer BC               | 6     | 106 | 51  | 13 | 42 | 259 | 241 | +18   | 115:97  | 1,08   | –     | 1933/34, 1939–44                |
| 8.  | Guts Muts Dresden           | 8     | 138 | 47  | 18 | 73 | 248 | 342 | −94   | 112:164 | 0,81   | –     | 1933–40, 1941/42                |
| 9.  | Riesaer SV                  | 5     | 94  | 38  | 12 | 44 | 193 | 244 | −51   | 88:100  | 0,94   | –     | 1936/37, 1940–44                |
| 10. | TuRa Leipzig                | 6     | 104 | 30  | 18 | 56 | 214 | 294 | −80   | 78:130  | 0,75   | –     | 1936–42                         |
| 11. | Sportfreunde Dresden        | 5     | 86  | 28  | 18 | 40 | 180 | 249 | −69   | 74:98   | 0,86   | –     | 1934–36, 1938–41                |
| 12. | SC Wacker Leipzig           | 5     | 96  | 25  | 16 | 55 | 161 | 266 | −105  | 66:126  | 0,69   | –     | 1933–37, 1940/41                |
| 13. | Döbelner SC                 | 3     | 54  | 19  | 5  | 30 | 126 | 184 | −58   | 43:65   | 0,8    | –     | 1941–44                         |
| 14. | VfB Glauchau                | 4     | 70  | 14  | 9  | 47 | 102 | 272 | −170  | 37:103  | 0,53   | –     | 1933–35, 1939–41                |
| 15. | Plauener SuBC               | 2     | 38  | 11  | 4  | 23 | 81  | 126 | −45   | 26:50   | 0,68   | –     | 1933–35                         |
| 16. | SG Zwickau                  | 1     | 18  | 12  | 0  | 6  | 55  | 37  | +18   | 24:12   | 1,33   | –     | 1943/44                         |
| 17. | KSG TuRa / SpVgg Leipzig    | 1     | 18  | 7   | 0  | 11 | 43  | 61  | −18   | 14:22   | 0,78   | –     | 1943/44                         |
| 18. | Konkordia Plauen            | 2     | 28  | 5   | 4  | 19 | 39  | 77  | −38   | 14:42   | 0,5    | –     | 1938–40                         |
| 19. | SpVgg Leipzig-Lindenau      | 1     | 18  | 5   | 2  | 11 | 35  | 49  | −14   | 12:24   | 0,67   | –     | 1937/38                         |
| 20. | 1. Vogtländischer FC Plauen | 1     | 20  | 5   | 2  | 13 | 29  | 57  | −28   | 12:28   | 0,6    | –     | 1933/34                         |
| 21. | SV Grüna                    | 1     | 18  | 0   | 5  | 13 | 25  | 76  | −51   | 5:31    | 0,28   | –     | 1937/38                         |
| 22. | SpVgg Falkenstein           | 1     | 20  | 2   | 1  | 17 | 29  | 86  | −57   | 5:35    | 0,25   | –     | 1933/34                         |
| 23. | Dresdensia Dresden          | 1     | 18  | 1   | 1  | 16 | 15  | 72  | −57   | 3:33    | 0,17   | –     | 1935/36                         |
| 24. | Sportlust Zittau            | 1     | 18  | 1   | 0  | 17 | 21  | 123 | −102  | 2:34    | 0,11   | –     | 1942/43                         |

## Bezirksklassen
Den zweitklassigen Unterbau der Gauliga Sachsen bildeten die Bezirksklassen Leipzig, Plauen-Zwickau, Chemnitz und Dresden-Bautzen. Die vier Bezirksmeister spielten dann in einer Aufstiegsrunde die beiden Aufsteiger in die Gauliga aus. Ab 1940/41 wurden die Bezirksklassen in 1. Klasse umbenannt. Folgend eine Übersicht über jeweilige Sieger, fettgedruckte Mannschaften setzten sich in der Aufstiegsrunde durch.
| Saison  | Sieger Bezirk I Leipzig     | Sieger Bezirk II Plauen-Zwickau | Sieger Bezirk III Chemnitz | Sieger Bezirk IV Dresden-Bautzen |
| ------- | --------------------------- | ------------------------------- | -------------------------- | -------------------------------- |
| 1933/34 | SV Fortuna Leipzig 02       | SV Konkordia Plauen             | 1. SC Limbach 09           | Sportfreunde Dresden             |
| 1934/35 | SpVgg 1899 Leipzig-Lindenau | Elsterberger BC                 | BC Hartha                  | Dresdensia Dresden               |
| 1935/36 | TuRa Leipzig                | SV Konkordia Plauen             | Chemnitzer BC              | Riesaer SV                       |
| 1936/37 | SpVgg 1899 Leipzig-Lindenau | SV Konkordia Plauen             | SV Grüna                   | Sportfreunde Dresden             |
| 1937/38 | Sportfreunde Markranstädt   | SV Konkordia Plauen             | FC Preussen Chemnitz       | Sportfreunde Dresden             |
| 1938/39 | Wacker Leipzig              | VfB Glauchau                    | Chemnitzer BC              | Riesaer SV                       |
| 1939/40 | Wacker Leipzig              | TSG Lauter                      | Döbelner SC 02             | Riesaer SV                       |
| 1940/41 | Sportfreunde Markranstädt   | VfL 1905 Zwickau                | Döbelner SC 02             | Guts Muts Dresden                |
| 1941/42 | Wacker Leipzig              | SV Konkordia Plauen             | BC Hartha                  | Sportlust Zittau                 |
| 1942/43 | TuRa Leipzig                | SG Zwickau                      | Post-SG Chemnitz           | Guts Muts Dresden                |
| 1943/44 | Militär SV Borna            | FC Teutonia Netzschkau          | SG OrPo Chemnitz           | Sportfreunde Dresden             |
| 1943/44 | Militär SV Borna            | TG Wilkau-Haßlau                | SG OrPo Chemnitz           | Sportfreunde Dresden             |

## Reichsbundpokal
In den Gauauswahlwettbewerben war die Auswahlmannschaft Sachsens mit zwei Titelgewinnen und zwei weiteren Finalteilnahmen sehr erfolgreich. Mit Erwin Helmchen stellte die Auswahlmannschaft außerdem den Rekordtorschützen dieses Wettbewerbs.
| Saison  | Abschneiden Gauauswahlwettbewerb |
| ------- | -------------------------------- |
| 1933    | Viertelfinale                    |
| 1934    | Viertelfinale                    |
| 1935    | Viertelfinale                    |
| 1935/36 | Sieger                           |
| 1936/37 | Finale                           |
| 1937/38 | Halbfinale                       |
| 1938/39 | Halbfinale                       |
| 1939/40 | Finale                           |
| 1940/41 | Sieger                           |
| 1941/42 | Achtelfinale                     |